# 007 유어 아이스 온리
《007 유어 아이즈 온리》(영어: For Your Eyes Only)는 1982년에 개봉한 《007 시리즈》의 12번째 스파이 영화이다.

## 줄거리
영국 해군의 폴라리스 잠수함 함대를 조정하는 데 사용되는 기밀 자동 타격 명령 장치(ATAC)를 탑재한 영국 정보 수집선 세인트 조지호가 이오니아 해에서 낡은 기뢰에 걸려 침몰한다. 영국 정부는 해양 고고학자인 티모시 해블록 경에게 이 사실을 비밀리에 조사해달라고 요청하지만, 그는 아내와 함께 요트에서 쿠바 출신 암살자 헥터 곤잘레스에게 살해당한다. 해블록의 딸 멜리나는 이 살인 사건을 목격하고 복수를 맹세한다.
한편, 소련 KGB도 세인트 조지호의 침몰 사실을 알게 되어 그리스에 있는 연락책에게 이 사실을 알린다. MI6 요원 제임스 본드는 소련보다 먼저 ATAC를 회수하라는 명령을 받는다. 본드는 곤잘레스를 고용한 사람을 찾기 위해 스페인으로 향하고, 곤잘레스의 별장을 염탐하던 중 그의 부하들에게 붙잡히지만 곤잘레스가 멜리나의 석궁에 맞아 죽는 틈을 타 탈출한다.
본드는 멜리나와 함께 도주하고, Q의 도움으로 곤잘레스에게 돈을 지불한 남자를 에밀 레오폴드 로크로 확인하고 이탈리아 코르티나로 간다. 그곳에서 본드는 연락책 루이지 페라라와, 정보통이자 그리스 사업가인 아리스 크리스토스를 만나 로크가 그리스 지하세계에서 "비둘기"로 알려진 밀로스 콜롬보의 고용인이라는 정보를 얻는다. 크리스토스는 로크가 KGB와 연계되어 있으며, ATAC를 빼돌리려는 음모를 꾸미고 있다는 사실을 알려준다.
본드는 콜롬보를 찾아 코르푸로 향하고, 카지노에서 크리스토스와 함께 있는 콜롬보의 정부 리즐 폰 슐라프를 만나고 함께 밤을 보낸다. 다음날, 리즐은 로크가 운전하는 차량에 치여 살해당하고 본드는 콜롬보에게 붙잡힌다. 콜롬보는 본드에게 로크가 크리스토스의 하수인이며, 크리스토스가 KGB와 협력하여 ATAC를 노리고 있음을 폭로한다. 본드는 콜롬보와 함께 크리스토스의 아편 처리 창고를 습격하면서 세인트 조지호 침몰이 사고가 아닌 고의적인 사건임을 밝혀낸다. 이후 본드는 로크를 추격하여 절벽 아래로 밀어 죽인다.
본드는 멜리나와 함께 세인트 조지호 잔해에서 ATAC를 회수하지만, 크리스토스에게 빼앗긴다. 멜리나의 앵무새가 "ATAC는 세인트 시릴 수도원으로"라는 말을 반복하는 것을 듣고, 콜롬보의 도움을 받아 그곳으로 침입한다. 본드는 산꼭대기를 오르고 크리스토스의 부하들을 처치하고, 콜롬보는 크리스토스와 대결한다. 본드는 ATAC를 회수하고 크리스토스를 죽이려는 멜리나를 막지만, 크리스토스는 몰래 칼을 꺼내 본드를 공격하려다 콜롬보가 던진 칼에 맞아 죽는다. KGB 장군 고골이 헬리콥터를 타고 ATAC를 회수하려 하지만, 본드는 ATAC를 절벽 아래로 던져버린다.
결국 본드와 멜리나는 해블록의 요트에서 낭만적인 밤을 보내고, 멜리나의 앵무새가 MI6와 영국 수상 마가렛 대처의 전화를 받는 것으로 영화는 끝이 난다.

## 출연

### 주연
- 로저 무어 - 제임스 본드
- 캐롤 부케 - 비비

### 조연
- 하임 토폴 - 밀로스 콜롬보
- 린 홀리 존슨 - 비비
- 줄리안 글로버 - 아리스토틀 크리스타토스

## 기타
- 원작자: 이언 플레밍
- 협력프로듀서: 톰 페브스너
- 미술: 피터 라몬트
- 특수효과: 데릭 메딩스
- 타이틀디자인: 모리스 바인더
- 의상: 엘리자베스 월러

## 한국어 더빙 성우진

### MBC (1999년 9월 23일)
- 양지운 - 제임스 본드(로저 무어)
- 최덕희 - 멜리나 헤브룩(캐롤 부케)
- 김기현 - 밀로스 콜롬보(하임 토폴)
- 이종혁 - 아리스토틀 크리스타토스(줄리언 글러버) / 조지 호 선장(피터 폰테인)
- 안지환 - 루이지 페라라(존 모레노) / 에리히 크리글러(존 와이먼)
- 권혁수 - 빌 태너(제임스 빌리어스)
- 박조호 - 에른스타 스타브로 블로펠드(존 홀리스)
- 김현직 - 고골 장군(발터 고텔)
- 황일청 - 국방 장관(제프리 켄)
- 김용식 - Q(데즈먼드 루엘린) / 해군 참모 총장(그레이엄 크로우덴)
- 최방란 - 머니페니(로이스 맥스웰)
- 박소라 - 비비(린 홀리 존슨)
- 김호성 - 조지 호 선원(니콜라스 프랑카우)
- 장성호 - 조지 호 선원(코넬리우스 가렛)
- 엄태국 - 멜리나의 아버지(잭 헤들리) / 클로스(찰스 댄스) / 해군 선원(윌리엄 호일랜드)
- 윤성혜 - 멜리나의 엄마(토비 로빈스) / 리즐(카산드라 해리스) / 제이코바(질 베넷)

### KBS (2003년 4월 19일)
- 양지운 - 제임스 본드 (로저 무어)
- 문선희 - 멜리나 헤브룩 (캐롤 부케)
- 온영삼 - Q (데스몬드 르웰린)
- 유지영 - 머니페니 (로이스 맥스웰)
- 이강식
- 조달호
- 남궁윤
- 조동희
- 유명숙
- 문관일
- 오인성